# Hymenasplenium ortegae
Hymenasplenium ortegae är en svartbräkenväxtart som först beskrevs av N. Murak. och R. C. Moran, och fick sitt nu gällande namn av L. Regalado och Prada. Hymenasplenium ortegae ingår i släktet Hymenasplenium och familjen Aspleniaceae. Inga underarter finns listade.